# Carmangay
Carmangay es un pueblo canadiense situado en la provincia de Alberta.

## Superficie
Carmangay tiene una superficie de 1,8 km².

## Demografía
En 2021, tenía 269 habitantes, una densidad poblacional de 149,6 hab./km², y 147 viviendas.